# Karmen Pedaru
Karmen Pedaru (ur. 10 maja 1990 w Kehra) – estońska modelka.

## Kariera
Uczestniczyła w kampaniach reklamowych marek: Michael Kors, Gucci, GAP, Ralph Lauren, Fendi, Emporio Armani, Jil Stuart, Nicole Farhi, Missoni, Derek Lam, Dolce & Gabbana.
Chodziła na wybiegach u następujących projektantów i domów mody: Dior, John Galliano, Elie Saab, Hakaan, Victoria’s Secret, Chanel, Valentino, Lanvin, Viktor&Rolf, Stella McCartney, Chloe, Givenchy, Diane von Furstenberg, Derek Lam, Carolina Herrera, Oscar De La Renta, Michael Kors, Diesel, Victoria Beckham, Tommy Hilfiger, Nina Ricci, Balmain, Herve Leger, Roberto Cavalli, Donna Karan, Dolce&Gabbana, Ralph Lauren, Jil Sander, Bottega Veneta, Emilio Pucci, Etro, Versace, Anna Sui, Alexander Wang, Burberry Prorsum.
Znalazła się na okładkach magazynów: Vogue, Numéro, Harper’s Bazaar, Sunday Telegraph. W edytorialach magazynów: V Magazine, i-D, Interview, Elle, Vogue, Harper’s Bazaar, Numéro, 25 Magazine, Allure Magazine, Vanity Fair, W Magazine, Russh, Love Magazine, Dazed&Cofused.